# Seznam zápasů angolské fotbalové reprezentace na MS
Angolská fotbalová reprezentace byla celkem 1x na mistrovstvích světa ve fotbale a to v roce 2006.
- Aktualizace po MS 2006 - Počet utkání - 3 - Vítězství - 0x - Remízy - 2x - Prohry - 1x

| Číslo | Soupeř      | Výsledek | MS      | Fáze turnaje       | Góly Angoly |
| ----- | ----------- | -------- | ------- | ------------------ | ----------- |
| 1.    | Portugalsko | 0 – 1    | MS 2006 | základní skupina D |             |
| 2.    | Mexiko      | 0 – 0    | MS 2006 | základní skupina D |             |
| 3.    | Írán        | 1 – 1    | MS 2006 | základní skupina D | Abou Tarika |